# Liste des compagnies aériennes en Malaisie
Voici une liste de compagnies aériennes en Malaisie. Les compagnies aériennes sont classées par ordre alphabétique d'activité et de type.

## Compagnies aériennes régulières
| Compagnie aérienne | Image | IATA | OACI | Indicatif d'appel | Début des opérations |
| ------------------ | ----- | ---- | ---- | ----------------- | -------------------- |
| AirAsia            |       | AK   | AXM  | RED CAP           | 1996                 |
| AirAsia X          |       | D7   | XAX  | XANADU            | 2007                 |
| Luciole            |       | FY   | FFM  | FIREFLY           | 2007                 |
| Malindo Air        |       | OD   | MXD  | MALINDO           | 2013                 |
| Malaysia Airlines  |       | MH   | MAS  | MALAYSIAN         | 1972                 |
| MASwings           |       | MA   | MWG  | MASWINGS          | 2007                 |

## Compagnies aériennes charter
| Compagnie aérienne      | Image | IATA | OACI | Indicatif d'appel | Depuis |
| ----------------------- | ----- | ---- | ---- | ----------------- | ------ |
| Berjaya Air             |       | J8   | BVT  | BERJAYA           | 1989   |
| Layang Layang Aerospace |       |      | LAY  | LAYANG            | 1994   |
| MHS Aviation            |       |      |      |                   | 1983   |
| Sabah Air               |       | SA   | SAXO | SABAH AIR         | 1975   |
| Weststar Aviation       |       |      |      |                   | 2003   |

## Compagnies aériennes cargo
| Compagnie aérienne      | Image | IATA | OACI | Indicatif d'appel | Depuis |
| ----------------------- | ----- | ---- | ---- | ----------------- | ------ |
| AsieCargo Express       |       | 3G   | CXM  | ASIA CARGO        | 1996   |
| MASkargo                |       | MH   | MAS  | MALAYSIAN         | 1972   |
| Mon Jet Xpress Airlines |       | N7   | NEP  | WARISAN           | 2009   |
| Raya Airways            |       | TH   | RMY  | RAYA EXPRESS      | 1993   |

## Voir également
- Liste des anciennes compagnies aériennes de Malaisie
- Liste de toutes les compagnies aériennes
- Liste des aéroports de Malaisie
- Liste des anciennes compagnies aériennes d'Asie

- Liste des compagnies aériennes
- Liste des compagnies aériennes en Asie
- Compagnies aériennes interdites d'exploitation dans l'Union européenne
- Liste des compagnies aériennes disparues en Asie
- Liste des compagnies aériennes en Europe